# Лафлейр, Райан
Райан Лафлейр (англ. Ryan LaFlare; род. 1 октября 1983, Линденхерст) — американский боец смешанного стиля, представитель полусредней весовой категории. Выступает на профессиональном уровне начиная с 2008 года, известен по участию в турнирах бойцовских организаций UFC и Ring of Combat, владел титулом чемпиона Ring of Combat в полусреднем весе. Владелец и тренер Long Island MMA.

## Биография
Райан Лафлейр родился 1 октября 1983 года в поселении Линденхерст округа Саффолк, штат Нью-Йорк. Во время учёбы в местной старшей школе Lindenhurst High School занимался борьбой, затем учился в колледжах Nassau Community College и Farmingdale State College, где играл за команды по лякроссу, включался во всеамериканскую сборную. Практиковал бразильское джиу-джитсу после окончания колледжа и в конечном счёте перешёл в ММА. Некоторое время работал на сайте со статистикой боёв Compustrike, что, по его собственному признанию, дало ему лучшее понимание единоборств.

### Ring of Combat
Дебютировал в смешанных единоборствах на профессиональном уровне в июне 2008 года, с помощью рычага локтя принудил своего соперника к сдаче в первом же раунде. Первое время выступал в небольшом американском промоушене Ring of Combat, базирующемся в Атлантик-Сити, в общей сложности одержал здесь семь побед без единого поражения, в том числе завоевал и дважды защитил титул чемпиона в полусредней весовой категории. При этом ему пришлось сделать перерыв около двух с половиной лет из-за череды накопившихся травм.
Поднявшись в рейтингах, Лафлейр присоединился к достаточно крупной американской организации Strikeforce, однако вскоре в 2013 году она прекратила своё существование, и он так и не успел провести в ней ни одного боя. Вместо этого он подписал контракт с другой известной организацией World Series of Fighting, должен был выступить на втором её турнире, встретившись с Джошем Беркманом, но спустя две недели после этого анонса Лафлейр перешёл в крупнейший бойцовский промоушн мира Ultimate Fighting Championship.

### Ultimate Fighting Championship
Впервые вышел в октагон UFC в апреле 2013 года, выиграв единогласным решением судей у Бена Аллоуэя. Затем последовали победы по очкам над такими бойцами как Сантьяго Понциниббио, Корт Макги и Джон Говард.
Первое в профессиональной карьере поражение Лафлейр потерпел в марте 2015 года на турнире в Бразилии, проиграв единогласным судейским решением местному бразильскому бойцу Демиану Майе. Позже отметился победой над Майком Пирсом.
На 2016 год планировался бой против россиянина Александра Яковлева, однако из-за травмы Лафлейр вынужден был сняться с этого поединка, и его заменили Камару Усманом.
В 2017 году выиграл единогласным решением у Роана Карнейру, но проиграл нокаутом Алексу Оливейре.
В 2018 году по очкам победил Алекса Гарсию, после чего оказался в нокауте в бою с Тони Мартином.

## Статистика в профессиональном ММА
| Боёв 17  | Побед 14 | Поражений 3 |
| -------- | -------- | ----------- |
| Нокаутом | 4        | 2           |
| Сдачей   | 3        | 0           |
| Решением | 7        | 1           |

| Результат | Рекорд | Соперник              | Способ               | Турнир                                 | Дата             | Раунд | Время | Место                    | Примечание                                     |
| --------- | ------ | --------------------- | -------------------- | -------------------------------------- | ---------------- | ----- | ----- | ------------------------ | ---------------------------------------------- |
| Поражение | 14-3   | Тони Мартин           | KO (удары)           | UFC 229                                | 6 октября 2018   | 3     | 1:00  | Лас-Вегас, США           |                                                |
| Победа    | 14-2   | Алекс Гарсия          | Единогласное решение | UFC Fight Night: Barboza vs. Lee       | 21 апреля 2018   | 3     | 5:00  | Атлантик-Сити, США       |                                                |
| Поражение | 13-2   | Алекс Оливейра        | KO (удар рукой)      | UFC on Fox: Weidman vs. Gastelum       | 22 июля 2017     | 2     | 1:50  | Юниондейл, США           |                                                |
| Победа    | 13-1   | Роан Карнейру         | Единогласное решение | UFC 208                                | 11 февраля 2017  | 3     | 5:00  | Бруклин, США             |                                                |
| Победа    | 12-1   | Майк Пирс             | Единогласное решение | The Ultimate Fighter 22 Finale         | 11 декабря 2015  | 3     | 5:00  | Лас-Вегас, США           |                                                |
| Поражение | 11-1   | Демиан Майя           | Единогласное решение | UFC Fight Night: Maia vs. LaFlare      | 21 марта 2015    | 5     | 5:00  | Рио-де-Жанейро, Бразилия |                                                |
| Победа    | 11-0   | Джон Говард           | Единогласное решение | UFC Fight Night: Nogueira vs. Nelson   | 11 апреля 2014   | 3     | 5:00  | Абу-Даби, ОАЭ            |                                                |
| Победа    | 10-0   | Корт Макги            | Единогласное решение | UFC on Fox: Johnson vs. Benavidez 2    | 14 декабря 2013  | 3     | 5:00  | Сакраменто, США          |                                                |
| Победа    | 9-0    | Сантьяго Понциниббио  | Единогласное решение | UFC Fight Night: Belfort vs. Henderson | 9 ноября 2013    | 3     | 5:00  | Гояния, Бразилия         |                                                |
| Победа    | 8-0    | Бен Аллоуэй           | Единогласное решение | UFC on Fuel TV: Mousasi vs. Latifi     | 6 апреля 2013    | 3     | 5:00  | Стокгольм, Швеция        |                                                |
| Победа    | 7-0    | Эндрю Осборн          | Сдача (рычаг локтя)  | Ring of Combat 43                      | 25 января 2013   | 3     | 2:01  | Атлантик-Сити, США       | Защитил титул чемпиона ROC в полусреднем весе. |
| Победа    | 6-0    | Майк Медрано          | TKO (удары)          | Ring of Combat 30                      | 11 июня 2010     | 1     | 4:07  | Атлантик-Сити, США       | Защитил титул чемпиона ROC в полусреднем весе. |
| Победа    | 5-0    | Джастин Хаскинс       | KO (удары руками)    | Ring of Combat 28                      | 19 февраля 2010  | 2     | 1:36  | Атлантик-Сити, США       | Выиграл титул чемпиона ROC в полусреднем весе. |
| Победа    | 4-0    | Марк Беррокаль        | TKO (удары руками)   | Ring of Combat 27                      | 20 ноября 2009   | 1     | 3:19  | Атлантик-Сити, США       |                                                |
| Победа    | 3-0    | Хосе Сульсона         | Сдача (рычаг локтя)  | Ring of Combat 26                      | 11 сентября 2009 | 2     | 2:18  | Атлантик-Сити, США       | Дебют в полусреднем весе.                      |
| Победа    | 2-0    | Роберт Кунан          | KO (удар рукой)      | Ring of Combat 25                      | 12 июня 2009     | 1     | 1:19  | Атлантик-Сити, США       | Бой в промежуточном весе 79,8 кг.              |
| Победа    | 1-0    | Раджи Брайсон-Барретт | Сдача (рычаг локтя)  | Ring of Combat 20                      | 27 июня 2008     | 1     | 2:38  | Атлантик-Сити, США       | Бой в промежуточном весе 79,4 кг.              |